# Бен Нороа
Бен Нороа (фр. Beine-Nauroy) насеље је и општина у североисточној Француској у региону Шампањ-Арден, у департману Марна која припада префектури Ремс.
По подацима из 2011. године у општини је живело 1048 становника, а густина насељености је износила 24,55 становника/km². Општина се простире на површини од 42,68 km². Налази се на средњој надморској висини од 80 метара.

## Демографија
| 1962. | 1968. | 1975. | 1982. | 1990. | 1999. | 2011. |
| ----- | ----- | ----- | ----- | ----- | ----- | ----- |
| 384   | 419   | 433   | 545   | 718   | 827   | 1.048 |

График промене броја становника у току последњих година